# La puerta del cielo
La puerta del cielo (Heaven's Gate) es una película del cineasta estadounidense Michael Cimino (1939-2016) de 1980. La cinta supuso graves pérdidas para United Artists debido a la diferencia entre los costes de producción y los ingresos en taquilla, pues de los 44 millones de dólares que costó, solo consiguió recaudar en taquilla en Estados Unidos 3 millones de dólares, llevando a la bancarrota a la productora, que fue adquirida por Metro-Goldwyn-Mayer. También significó un duro golpe para la carrera de Cimino, quien dos años antes había dirigido la muy premiada The Deer Hunter (conocida como El francotirador en Hispanoamérica y El cazador en España). La película provoca juicios encontrados: aparece con frecuencia en las listas de las peores películas de la historia, aunque a veces se considera una película de culto maldito, cuyo principal error fue intentar erosionar los fundamentos culturales del «sueño estadounidense» y otros críticos la consideran una gran obra. Así, el crítico Augusto M. Torres la considera «Gran western, escrito y dirigido con sabiduría»; Philip French, crítico de The Guardian opina que «Probablemente sea el western más hermoso jamás hecho»; y Richard Brody de The New Yorker afirma que «es a la vez convencional y muy original [...] Distintiva, apasionada, grandiosa, íntima y devastadora.».
La película se convirtió en un desastre a nivel económico perdiendo 76,2 millones de euros.
Estuvo nominada a la Palma de Oro del Festival de Cannes de 1981. La película ganó el premio del peor director en la ceremonia de los Premios Razzie de 1981.

## Trama
Harvard (Estados Unidos), 1870. Dos amigos, Irvine (John Hurt) y Averill (Kris Kristofferson),  hijos de la élite gobernante, concluyen sus estudios universitarios y se preparan para la vida adulta. 
Condado de Johnson (estado de Wyoming), 1890. El sheriff Jim Averill, uno de los dos amigos, ahora lucha junto a los campesinos al lado de los inmigrantes de Europa del Este que son acusados de robo y amenazados por mercenarios contratados por terratenientes. Miembro de la asociación de los terratenientes es Billy Irvine, el otro amigo.
Nate Champion es el capataz de la asociación de ganaderos. Su principal objetivo es evitar que los emigrantes del Este roben el ganado a esos grandes terratenientes. No mata si cree que no debe hacerlo, y algunas veces evita que esos pobres diablos mueran si devuelven la res. No es un asesino, de hecho admira al sheriff Averill. Al igual que el sheriff, Nate está enamorado de una bella prostituta, Ella Watson. La diferencia es que ante el peligro que va a suponer la llegada de los matones de la asociación, Nate le propone casarse, mientras que Averill le regala un carruaje y pide a Ella que se vaya del condado. La pieza femenina del triángulo amoroso la forma Ella Watson (Isabelle Huppert), que se debate entre el amor de Nate y Averill a lo largo de toda la trama. Ella acepta que le paguen tanto en metálico como en ganado. Este hecho le acarreará problemas en el futuro porque todos saben el origen ilícito de las reses; desde luego ella es conocedora de dónde viene el ganado, pero solo le importa hacerse rica, y todo lo anota en un libro de cuentas. 
En el otro lado se encuentran los grandes propietarios de ganado, que o bien tienen puestos en la administración estatal, o bien son empresarios, abogados, médicos, poseedores de suficiente influencia y poder como para decidir qué es la ley y qué no lo es. Ya no se conforman con que el capataz Nate evite la mayoría de los robos, quieren acabar de una vez por todas con el problema; para ello elaboran una lista de 125 personas que deben ser eliminadas. Son los ladrones de ganado, pero para dotar de un hálito de legalidad, se dice que estos 125 son elementos subversivos, anarquistas, comunistas, socialistas y agitadores, que ya eran peligrosos en sus zonas de origen. 
Dentro de esta lista se encuentra Ella Watson, ya que acepta ganado robado como pago por los servicios. Tanto Nate (Christopher Walken) como el sheriff (Kris Kristofferson) intentarán proteger a Ella. No se decide a aceptar la propuesta pero tampoco acepta salir del condado. Se trata de una personalidad fuerte y valiente. 
El sheriff, ante la llegada inminente de los forajidos, va con el alcalde a hablar con el ejército. El capitán del acuartelamiento le dice que tiene las manos atadas, que ha habido cambios y que solo obedece las órdenes que le lleguen desde el gobernador. Todos saben que el gobernador se encuentra del lado de la asociación de ganaderos. Es decir, durante el tiempo que los asesinos a sueldo se encuentren en el condado de Johnson, éstos tendrán impunidad para matar a los 125 de la lista. Los emigrantes no van a tener ninguna defensa legal o de las fuerzas del orden. La asociación es ley, juez, y verdugo.
Los emigrantes deciden reunirse: todos tienen miedo, pero deciden luchar. Ella apoya esta postura, el sheriff le vuelve a pedir que se vaya, pero no quiere; para darle celos le dice a Jim que Nate le ha pedido matrimonio, pues tiene la esperanza de que por fin el sheriff se decida a pedírselo también. Asqueado, no hace nada y se refugia en el alcohol y acaba durmiendo en su habitación pues sabe que se acerca una matanza.
Cuando Ella vuelve del pueblo a la granja donde tiene la casa-prostíbulo, se encuentra con que algunos asesinos de la asociación ya han entrado. Ante el peligro, le pide a su acompañante que avise al sheriff. Ella cree que solo quieren advertirle y que sabrá dominar la situación perfectamente. Sin embargo, estos asesinos ya han acabado con la vida de todas las empleadas de Ella, y al entrar en casa es violada. Jim llega para evitar que la maten a golpes. Este hecho hace que Nate deje de estar del lado de los terratenientes y se pase al bando de los emigrantes. Sin embargo, sufre una emboscada en su casa donde está con dos amigos. Allí los masacran a balazos sin piedad. 
Mientras, en el pueblo, Jim no sabe qué hacer, ya que aborrece realmente la violencia. Le vuelve a pedir a Ella que se vayan juntos, pero es esta la que le pide que se una a la causa de los emigrantes. Jim deja el cargo de sheriff y va a su habitación a lavarse y recoger sus cosas. 
Los emigrantes van en feroz estampida a las cercanías del bosque donde han matado a Nate, sorprendiendo y rodeando a los terratenientes y a los asesinos, que solo pueden volcar sus carretas, atrincherarse y defenderse. Les salva del desastre la poca pericia de los emigrantes, ya que muchos mueren por acercarse sin la debida protección. Una baja sensible se produce entre los terratenientes, William C. Irvine ha caído sin siquiera defenderse. Estaba borracho y le podía su mala conciencia. El amigo de juventud de Jim paga con su vida el no haber podido oponerse a una decisión que le repugna, pero como miembro de la clase a la que pertenece acepta los manejos de la asociación. Los tiempos de los ideales de juventud han quedado atrás. Realmente, buscaba este final. Personaje de buen fondo condenado por su tibieza.
Jim parece que va a abandonar el pueblo y la causa de los emigrantes, pero da la vuelta y se encamina hacia la pradera. La noche va a caer y observa la desorganización reinante. Así, durante la noche los emigrantes, asesorados por Jim, construyen empalizadas móviles con aberturas para disparar. Del lado de los terratenientes, uno de sus miembros consigue huir para buscar ayuda.
Llega la mañana y el avance de los ahora bien organizados emigrantes es demoledor; los asesinos y terratenientes van cayendo y el cerco se va estrechando. Cuando parece que van a acabar con todos ellos, el ejército acude al lugar por la petición desesperada de ayuda de los terratenientes y se interpone entre los emigrantes y los pocos miembros vivos de la asociación. Este mismo ejército que iba a mirar para otro lado durante los días en que la asociación iba a asesinar impunemente a los emigrantes, es quien debe protegerlos cuando las cosas no salen como la clase rica y dirigente tiene prevista. Jim no se resigna a esa acción cobarde y pretende acabar con los que quedan, pero el capitán del ejército le dice que si alguien sigue disparando será juzgado y ahorcado al disparar también al ejército de los Estados Unidos. El capitán le dice a Jim que el está cumpliendo la ley, y Jim le dice que lo único que está haciendo es rescatarlos. Jim tiene que aceptar este hecho. Solo el jinete que huyó ha podido salvar de una aniquilación total a los miembros y asesinos de la asociación. Los emigrantes del Este saben que unidos y luchando han podido enfrentarse con éxito a los poderosos, y si bien su éxito no ha sido total, los miembros de la asociación se lo pensarán dos veces antes de volver por allí.
Libres de ataduras, Jim y Ella deciden dejar el condado y empezar una nueva vida. Sin embargo, todavía habrá un epílogo que hará que Jim acabe su vida sumido en una melancolía profunda.

## Reparto
- Kris Kristofferson: James Averill.
- Christopher Walken: Nathan D. Champion.
- Isabelle Huppert: Ella Watson.
- John Hurt: William Billy C. Irvine.
- Brad Dourif: Mr. Eggleston.
- Joseph Cotten: reverendo Gordon Sutton.
- Jeff Bridges: John L. Bridges.
- Sam Waterston: Frank Canton.
- Mickey Rourke: Nick Ray.
- Willem Dafoe: Willy.

## Versiones
Existen diferentes versiones en cuanto a duración de la película: el 26 de junio de 1980, Cimino enseñó un montaje a los ejecutivos de United Artists cuya duración era de 325 minutos. Los directivos de United Artists la redujeron hasta dejarla en 149 minutos. La edición más larga estrenada es de 219 minutos.